# Parc zoologique de Zagreb
Le Parc zoologique de Zagreb (Zoološki vrt grada Zagreba) est un parc zoologique croate situé au sein du parc Maksimir de Zagreb. Il est l'un des trois zoos de Croatie. Membre de l'Association européenne des zoos et aquariums (EAZA), le zoo présente 275 espèces d'animaux dont certaines font l'objet d'un programme d'élevage européen (EEP), comme la panthère des neiges ou l'addax.